# جو وو ري
جو وو ري هي ممثلة كورية جنوبية ولدت في 29 مارس 1992، لعبت دور البطولة في مسلسلات تلفزيونية مثل: افضل فريق طبي (2013)، مزارع حديث (2014)، ابنة فقط مثلك (2015) و احفاد الشمس (2016)، جميلة جانغنام (2018).

## روابط خارجية
جو وو ري على موقع IMDb (الإنجليزية)
- جو وو ري على موقع قاعدة بيانات الفيلم (الإنجليزية)
- جو وو ري على موقع كينوبويسك (الروسية)